# Herbeset

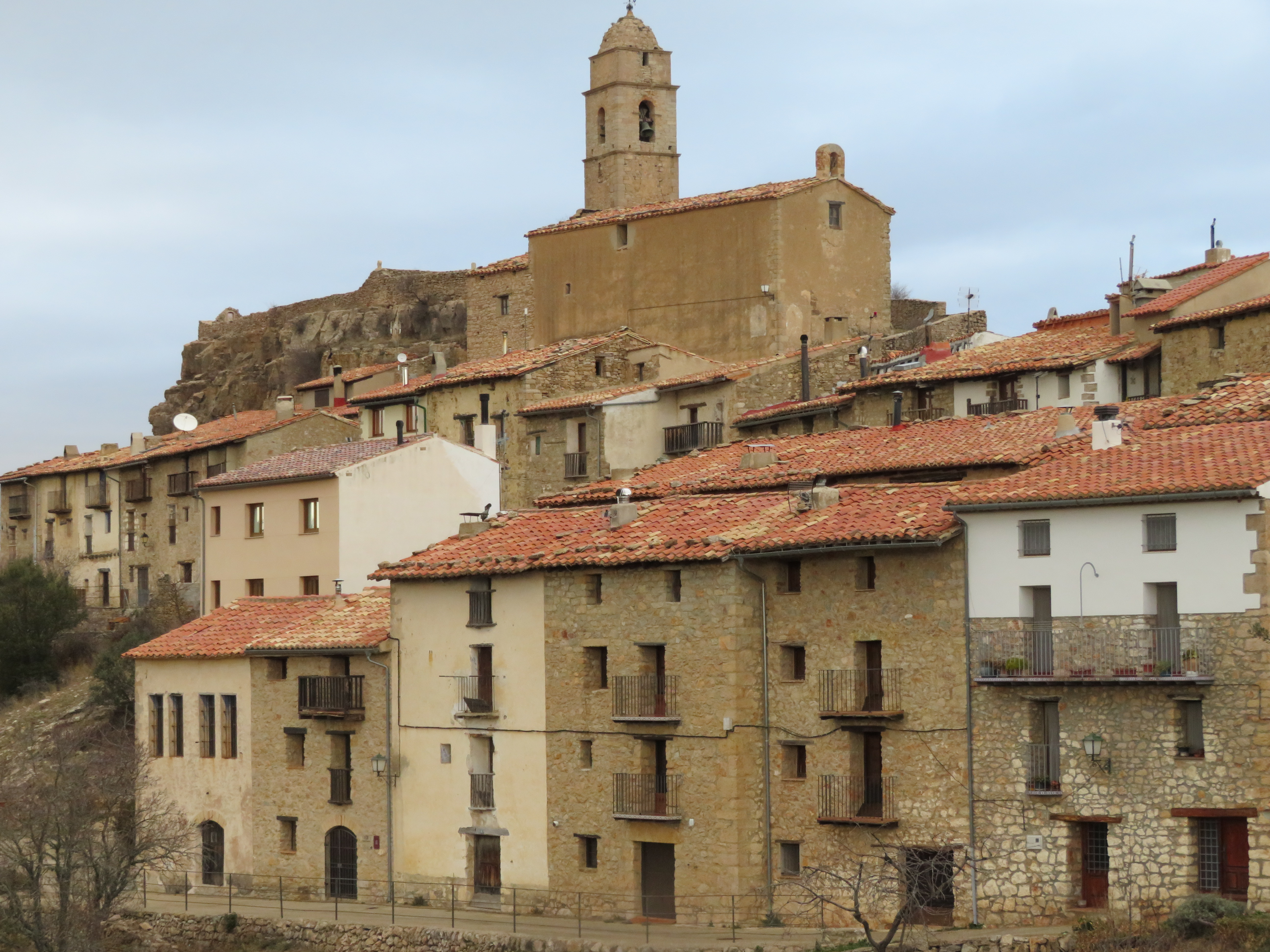
Herbeset, Morella

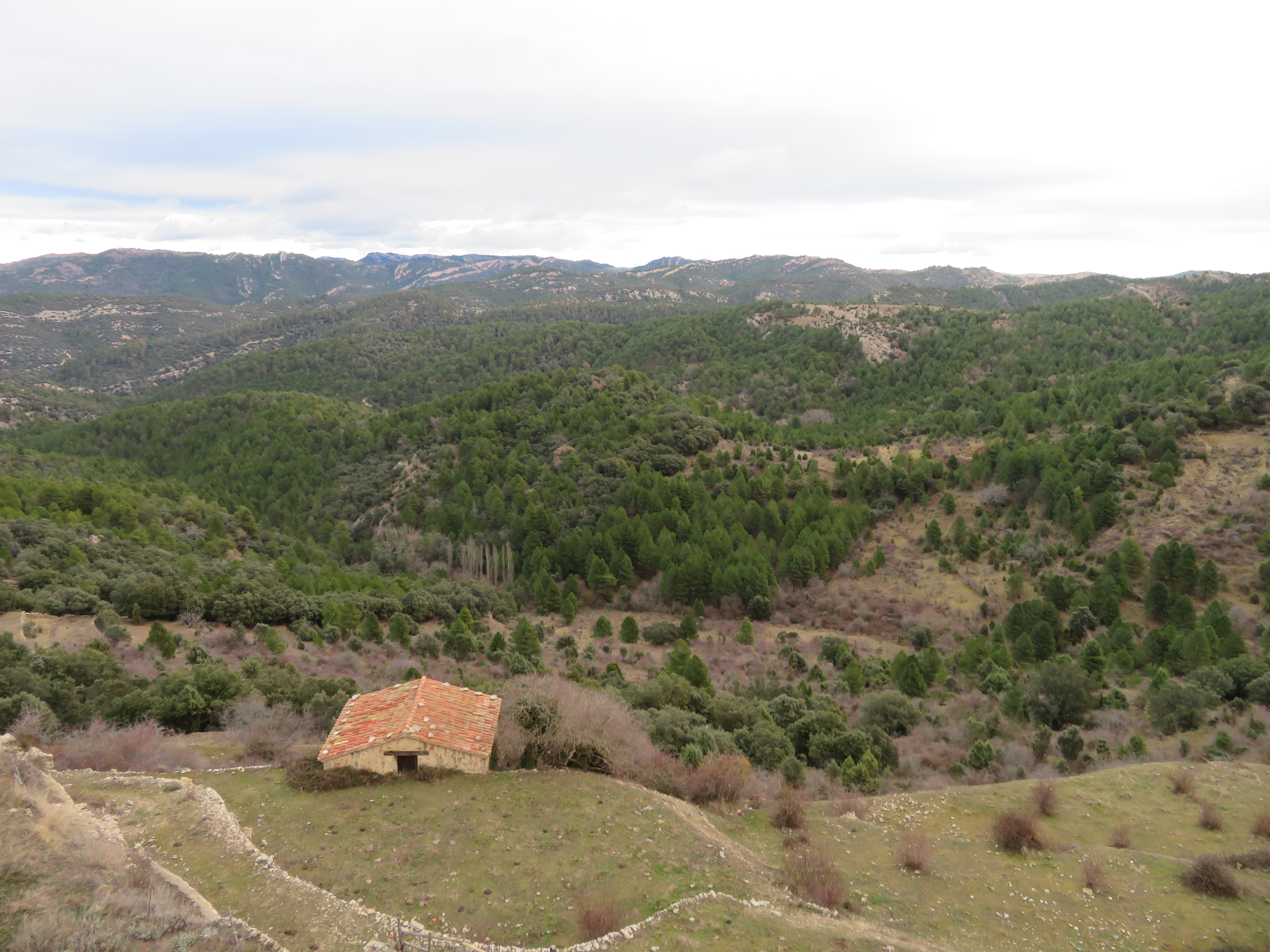
Dena de Herbeset e Parc Natural de la Tinença de Benifassà

Herbeset é uma aldeia do País Valenciano situado dentro do município de Morella, capital do distrito dos Portos.
Herbeset é uma das aldeias de Morella, é um centro populacional que não possui Câmara Municipal própria, e pertence administrativamente à cidade de Morella, que é a capital da região de Els Ports.

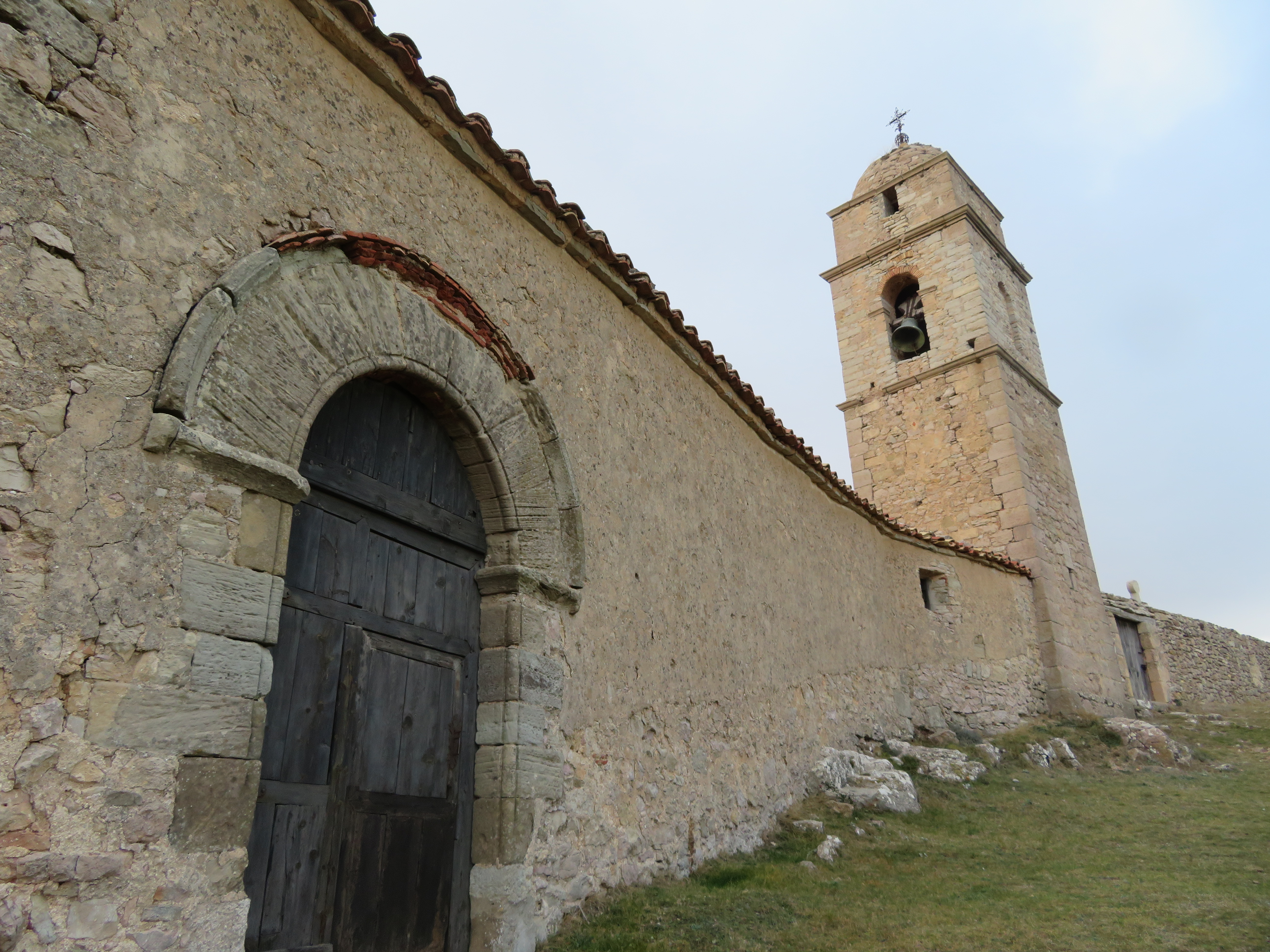
Igreja de São Miguel de Herbeset

A área urbana da aldeia de Herbeset localiza-se a sul do território da “Dena de Herbeset”, que é uma demarcação territorial histórica, que se localiza a nordeste do município de Morella.
Regista 6 habitantes (INE 2009).

## Geografia
Herbeset está localizado a 1.147 m. acima do nível do mar.
A superfície do Dena de Herbeset é de cerca de 1.172 hectares.
Os limites de Herbeset são, com o município de Herbes a norte, com a "Dena de la Font d'en Torres" a sul, com o município de Castell de Cabres a leste e com a "Dena de La Pobla d'Alcolea " e a "Dena de Els Castellons" a oeste.
Com respeito às comunicações, acede-se pelo N-232 de Morella a Alcanyís. À altura de Torre Miró, à direita, faz falta ir pela CV-105 até chegar ao aldea de Herbeset.

## História
Herbeset é a mais antiga das três aldees que há ao termo de Morella, ainda que a sua origem é desconhecida. Ao Diccionario geográfico-estadístico-histórico de Pascual Madoz (1845) aparecem registados 18 vizinhos. Ademais, Madoz destacava a atividade agrícola da aldeia com trigo e batatas, bem como certo bestiar llanar.
Nas últimas décadas do século XX e no século XXI , a aldeia foi despovoando-se de maneira acelerada. Em Dezembro de 2018 a população registou pela primeira vez desde 1964 o nascimento de um menino.

## Economia
A dena de Herbeset é especialmente ramadera, já que é dotada de boas zonas de pasto. Ademais, acrescentaram-se outras zonas as últimas décadas. Constam ao redor de 350 hectares. Faz falta ressenyar que periodicamente se faz um leilão do monte público de Herbeset, parte do qual é também destinado ao pasto. O principal problema é o despovoamento e consequentemente o descenso dos rebanhos. Darrerament incrementou-se o rebanho bovino em detrimento do ovino que era le predominante.

## Monumentos
- Igreja de São Miguel. Freguesia antiga, renovada no segundo terço do século XIX . Os trabalhos finalizaram em 1866 e foram dirigidos pelo Joan Traver. O seu campanário é de planta quadrada, com três corpos arrematados por uma cúpula semiesférica com uma cruz de ferro. No segundo corpo encontram-se os sinos.[5] Foi declarada Bem de Relevância Local.
- Cemitério. Está situado por trás da igreja, numa planícia situada no ponto mais elevado da montanha.[2]

## Festas patronais
Herbeset celebra as suas festas patronais em Setembro em honra de São Miguel.

## Literatura
- Prades Bel, J. E. (2024): "Año 1883: El fugitivo por asesinato Tomás Segura Garulla "alias" Ganello, natural y vecino de la localidad y Dena de Herbeset, en busca y captura por el juzgado de Morella".
- Guinot Rodriguez, E.: "Establiments municipals del Maestrat, els Ports de Morella i Lucena (segles XIV-XVIII)". Publicacions de la Universitat de València. Valencia. 2006. ISBN:9788437063942
- Rabassa Vaquer, C.: "La manufactura tèxtil en l’ambit rural dels Ports de Morella, (segles XIV-XV)". Universidad Jaume I. Castellón. 2006. Millars: Espai i historia, ISSN 1132-9823, Nº 29, 2006, págs. 151-174
- Julián Querol, F.: "Vida i costums en la Dena dels Llivis". Publicacions de la Universitat Jaume I. Castellón. 2006. ISBN: 978-84-8021-570-1
- Sanz Rozalén, V.: "La desintegración de las relaciones feudales en la Bailía de Morella". Publicaciones de la Universitat Jaume I. Castellón. 1996.SBN: 84-8021-082-6, 978-84-8021-082-9
- Segura Barreda, J.: "Morella y sus aldeas". Imp. de Javier Soto, Editor. Valencia. 1868.
- Soler Carnicer, J.: "Morella y Els Ports. Rutas, historia y tradición".  Carena editors. Morella. 2006. 978-84-96419-17-9